# Rollo Hugh Myers
Rollo Hugh Myers (* 23. Januar 1892 in Chislehurst (Kent); † 1. Januar 1985 in Chichester) war ein britischer Journalist, Musikkritiker und Musikschriftsteller.

## Leben und Werk
Rollo Hugh Myers studierte am Balliol College in Oxford und am Royal College of Music in London. Von 1919 bis 1934 wirkte er als Musikreferent der „Times“ und des „Daily Telegraph“ in Paris. Von 1935 bis 1944 war er Mitarbeiter der British Broadcasting Corporation.
Rollo Hugh Myers war Herausgeber der Zeitschriften The Chesterian (1947–1961) und Music Today (1949, einmalig erschienen). Er schrieb Modern Music (London 1923), Music in the Modern World (London 1939), Erik Satie (London 1948),  Debussy (London 1949), Introduction to the Music of Stravinsky (London 1950), Music in France in the Postwar Decade (Proc. R. Mus. Ass. LXXXI, 1954/55). Myers gab auch das Satie-Sonderheft (Nummer 214, 1952) der Revue musicale heraus.